# 北部防空管制群
北部防空管制群（ほくぶぼうくうかんせいぐん）は、三沢基地に所在する北部航空警戒管制団隷下の部隊である。

## 沿革
- 1956年（昭和31年）09月： 北部訓練航空警戒群第3警戒隊新編
- 1957年（昭和32年）09月： 北部航空警戒管制群北部防空管制隊に改編
- 1960年（昭和35年）07月： 器材及び運用を米軍から移管
- 1961年（昭和36年）07月： 北部航空警戒管制団北部防空管制群に改編
- 1968年（昭和43年）03月： 防空指令所として初スクランブル
- 1971年（昭和46年）07月： 雫石事故災害派遣
- 1975年（昭和50年）10月： スクランブル下令1000回達成
- 1982年（昭和57年）03月： スクランブル下令2000回達成
- 1987年（昭和62年）08月： 現SOC / DC局舎に移行
- 1989年（平成01年）03月： 現バッジシステム運用開始
- 1993年（平成05年）03月： スクランブル下令5000回達成
- 1993年（平成05年）07月： 奥尻島災害派遣
- 1996年（平成08年）09月： 部隊創設40周年
- 1997年（平成09年）06月： 総隊指揮システム運用開始
- 2003年（平成15年）03月： 総隊指揮システム換装
- 2006年（平成18年）09月： 部隊創設50周年
- 2008年（平成20年）03月： 現北部防空管制群庁舎 落成行事
- 2009年（平成21年）07月： 新自動警戒管制組織運用開始
- 2011年（平成23年）03月： 東日本大震災による岩手県山田町及び松島基地への災害派遣
- 2011年（平成23年）09月： 北部防空管制群創設55周年
- 2013年（平成25年）12月： 平成25年度航空総隊戦技競技会（警戒管制部門）優勝
- 2015年（平成27年）09月： スクランブル下令9000回達成

## 部隊編成
- 群本部
  - 総務人事班
  - 運用班
- 防空管制隊
- 警戒通信隊

## 主要幹部
| 官職名                                | 階級    | 氏名     | 補職発令日     | 前職                                      |
| ------------------------------------- | ------- | -------- | -------------- | ----------------------------------------- |
| 北部航空警戒管制団 北部防空管制群司令 | 1等空佐 | 杉山公俊 | 2017年08月01日 | 統合幕僚監部総務部人事教育課 人材育成班長 |

| 代 | 氏名       | 在職期間                        | 前職                                                    | 後職                                  |
| -- | ---------- | ------------------------------- | ------------------------------------------------------- | ------------------------------------- |
|    | 川端斌     | 0000年00月00日 - 1970年07月15日 |                                                         | 航空自衛隊幹部学校付                  |
|    | 黒田弘毅   | 0000年00月00日 - 1973年02月15日 |                                                         | 航空自衛隊第5術科学校第3分校長        |
|    | 長谷清     | 1973年02月16日 - 1974年07月15日 | 航空幕僚監部防衛部防衛課防衛班長                        | 北部航空警戒管制団副司令              |
|    | 今泉益雄   | 1974年07月16日 - 1976年03月15日 | 中部航空警戒管制団第1警戒群司令 兼 笠取山分とん基地司令 | 北部航空警戒管制団副司令              |
|    | 佐久間元治 | 0000年00月00日 - 1977年10月31日 |                                                         | 航空自衛隊補給統制処勤務              |
|    | 藤井力     | 1977年11月01日 - 1979年03月15日 | 航空幕僚監部防衛部防衛課分析班長                        | プログラム管理隊長                    |
|    |            | 0000年00月00日 - 0000年00月00日 |                                                         |                                       |
|    | 阿部貞夫   | 1980年08月01日 - 1982年06月30日 | 北部航空警戒管制団第42警戒群司令 兼 大湊分とん基地司令  | 航空自衛隊第5術科学校研究部長         |
|    | 溝口博三   | 1982年07月01日 - 1985年03月15日 | 北部航空警戒管制団第45警戒群司令 兼 当別分屯基地司令    | 防空指揮群副司令                      |
|    | 中園進     | 1985年03月16日 - 1987年03月15日 | 中央航空通信群基地業務隊長                              | 防空指揮群副司令                      |
|    | 永松正幹   | 1987年03月16日 - 1989年03月15日 | 航空自衛隊術科教育本部教育部 教育班長                   | 航空総隊司令部総務部総務課長          |
|    | 長嶋浩     | 1989年03月16日 - 1991年03月31日 | 航空幕僚監部人事教育部教育課 計画班長                   | 統合幕僚学校研究室長                  |
|    | 亀井誠三郎 | 1991年04月01日 - 1993年07月31日 | 第1高射群副司令                                         | 航空自衛隊第2術科学校副校長           |
|    | 石井健治   | 1993年08月01日 - 1994年11月30日 | 防衛研究所所員                                          | 第12飛行教育団副司令                  |
|    | 横山恭三   | 1994年12月01日 - 1997年06月30日 | 航空幕僚監部調査部調査第1課 計画班長                    | 航空自衛隊第5術科学校副校長           |
|    | 北村善信   | 1997年07月01日 - 1998年11月30日 | 航空支援集団司令部総務部総務課長                        | 情報資料隊司令                        |
|    | 源田孝     | 1998年12月01日 - 2001年07月31日 | 航空幕僚監部調査部調査課計画班長                        | 防衛大学校教授                        |
|    | 射場義彦   | 2001年08月01日 - 2003年03月31日 | 中部航空警戒管制団基地業務群司令                        | 西部航空警戒管制団副司令              |
|    | 田中和之   | 2003年04月01日 - 2004年07月31日 | 作戦情報隊作戦情報処理群司令                            | 西部航空警戒管制団副司令              |
|    | 竹下英治   | 2004年08月01日 - 0000年00月00日 | 航空総隊司令部防衛部調査課長                            |                                       |
|    |            | 0000年00月00日 - 0000年00月00日 |                                                         |                                       |
| 29 | 渡邊博史   | 0000年00月00日 - 2008年11月30日 |                                                         | 航空幕僚監部総務部総務課広報室長      |
| 30 | 池田亨     | 2008年12月01日 - 2010年03月31日 | 第2航空団基地業務群司令                                 | 自衛隊情報保全隊中央情報保全隊長      |
| 31 | 福原弘教   | 2010年04月01日 - 2012年03月31日 | 航空幕僚監部運用支援・情報部 運用支援課演習・検閲班長   | 防衛大学校訓練部学生課長              |
| 32 | 荒木俊一   | 2012年04月01日 - 2014年03月25日 | 航空幕僚監部運用支援・情報部 運用支援課演習・検閲班長   | 作戦システム運用隊副司令              |
| 33 | 合間友康   | 2014年03月26日 - 2015年11月30日 | 航空幕僚監部運用支援・情報部 運用支援課演習・検閲班長   | 航空幕僚監部人事教育部補任課 服務室長 |
| 34 | 定免克己   | 2015年12月01日 - 2017年07月31日 | 航空幕僚監部運用支援・情報部 運用支援課演習・検閲班長   | 自衛隊静岡地方協力本部長              |
| 35 | 杉山公俊   | 2017年08月01日 -                | 統合幕僚監部総務部人事教育課 人材育成班長               |                                       |